# Ларин, Дмитрий (видеоблогер)
Дми́трий Ла́рин (настоящее имя — Дми́трий Алекса́ндрович У́ткин; род. 29 ноября 1987, Матигоры, Холмогорский район, Архангельская область, СССР) — российский видеоблогер, рэпер и стендап-комик. Первую известность получил после выпуска критических обзоров деятелей блогосферы в рамках своего шоу «Ларин против» на видеохостинге YouTube.
Проживает на Бали (Индонезия).

## Биография
Дмитрий Уткин родился 29 ноября 1987 года. По его словам, родился и вырос он в маленьком посёлке Матигоры Архангельской области.
В детстве занимался лыжным спортом.
В 2005 году окончил школу. В 17-летнем возрасте переехал в Архангельск. Учился в САФУ на химика, однако спустя некоторое время ушёл оттуда. Чтобы как-то содержать себя, работал фрилансером в интернете — в сфере программирования.
В определённый период жизни страдал алкоголизмом, а снимать видео на YouTube, по собственному признанию, стал из-за состояния глубокой депрессии.
10 июня 2021 года был допрошен как свидетель в деле Хованского.
26 ноября 2021 года Ларин выпустил видео на своём канале в YouTube под названием «ПОРА ВАЛИТЬ ИЗ РОССИИ», в котором рассказал, что он временно переехал в Индонезию из-за дела Хованского, однако после объявления мобилизации в Россию возвращаться больше не планирует.

### Творческая деятельность
Изначально Ларин позиционировал себя циником и критиком русскоязычного сегмента видеохостинга YouTube, со временем увлёкся музыкой и блокчейном. Поначалу снимал короткометражки, чаще всего, заканчивавшиеся несчастливым концом.
Некоторый период работал на интернет-радиостанции Maddyson.FM Ильи Мэддисона. В 2013 году Ларин начал выпускать шоу «Ларин против», в котором критиковал деятелей русскоязычного YouTube (и других известных личностей, коллективы). Это принесло ему первую известность.
В марте 2015 года провёл свою первую стендап-программу по городам России.
В декабре 2015 года вызвал видеоблогера Юрия Хованского на рэп-баттл в рамках интернет-шоу Versus Battle. В марте 2016 года состоялось само состязание, в ходе которого Ларин потерпел поражение, но это не помешало Дмитрию набрать новую аудиторию.
24 июня 2016 года вышло его первое музыкальное видео в жанре рэп с названием «#коляхейтер». Этот видеоролик являлся ремиксом на песню Виталия Пики «Патимейкер», популярная на момент выхода видео. Также этот ролик был ответом на «#диманессы» — призыв Николая Соболева сразиться с ним в очередном рэп-баттле. Видео оказалось очень успешным и набрало 22,9 миллионов просмотров, в то время как у оригинального произведения всего 8,5 млн.
21 ноября 2016 года выпустил клип «#ларинпротив» (на этот раз — ремикс на песню «Копы» группы «Грибы»), в котором критиковал своих коллег на «YouTube» (Бумчика, Володю Ржавого, Ивангая, Карину Стримершу и многих других), а также вызывал на батл рэпера Rickey F, который, по предположению Ларина, писал раунды Хованскому. 5 января 2017 года вышел третий клип Ларина (ныне скрыт автором), получивший название «#ховангребень» и являющийся диссом на Хованского, чуть ранее выпустившего видеоклип «Прости меня, Оксимирон», в котором он посвятил Ларину вторую половину трека.
2 апреля 2017 года вновь принял участие в шоу Versus Battle, где сразился с блогером и музыкантом Эльдаром Джараховым. Несмотря на то, что этот баттл не судился, и победителей в нём не выбирали, многие отметили, что Ларин показал себя намного хуже Джарахова. В ходе состязания Ларин после слов «пятнадцатый год» забыл свой текст и всё время просил дать ему воды. Чуть позже Ларин выпустил у себя на канале видеоролик, в котором исполнил забытый куплет.
14 июля 2017 года выпустил свой четвёртый клип под названием «Текст песни» — как отметил сайт The-Flow, «не дисс и не кавер на „Грибов“, а авторский материал»
2 октября 2017 года вышел видеоклип на песню «Тело» группы ЛСП, в котором Ларин исполнил роль недавно скончавшегося члена группы Романа Сащеко (более известного как Рома Англичанин).
23 декабря 2017 года Ларин выпустил клип на песню «30 лет», приуроченный к его дню рождения. А 30 декабря, — видеоклип «Новый год», приуроченный к Новому году. Позже был скрыт автором, поскольку не вся аудитория Ларина поняла, что это шутка.[значимость факта?]
16 августа 2018 года Ларин выпустил клип на песню «#АпокалипсисСегодня».[значимость факта?]
6 ноября 2018 года выпустил клип на песню «ЛЮТОВОЛК», в котором был реализован вокал, что является новшеством в творчестве Дмитрия Ларина. Клип был преимущественно положительно встречен интернет-пользователями.[значимость факта?]
16 ноября 2018 года вышел видеоклип на песню "Уфф…Деньги…, в котором Ларин играл на барабанах.
3 января 2019 года Моргенштерн записал песню вместе с Дмитрием Лариным «Вечный сон».[значимость факта?]
29 января 2019 года вышел клип на песню «МАЛО ЗНАЧИШЬ».[значимость факта?]
7 мая 2019 года скрыл на своём канале все видео. В августе Ларин после стрима открыл некоторые видео, основные открытые видео на канале — клипы, обзор на мультфильм «Свинка Пеппа» и видео с Александром Невзоровым.
9 сентября 2019 года на канале Ларина вышел новый клип «ЛАРИН: В ДОЛГИЙ ПУТЬ».
6 апреля 2020 года вышел анимационный клип «ТЫ ОСОБЕННЫЙ».
26 июля 2020 года вышла вторая часть короткометражного фильма «Борщевик».
14 августа 2020 года вышел клип на песню «ДЕВКИ», которую аудитория приняла тепло.
29 сентября 2021 года Дмитрий Ларин выпустил совместный клип и трек с российским видеоблогером Русланом Тушенцовым, которой носил название «#нифёдовкрыса». Сам материал представлял собой дисс на Андрея Нифёдова. Причиной нападок на блогера, со стороны его коллег по цеху, стало то, что сам Нифёдов летом 2021 года дал ложные показания по делу Юрия Хованского. Данный поступок привёл к буре негодования со стороны его аудитории. К осуждениям присоединились и Дмитрий Ларин с Русланом СМН, что и стало поводом для записи материала. Сам же Юрий Хованский в интервью Ксении Собчак заявил, что не понимает причины такого хейта в сторону Нифёдова, аргументируя это тем, что, по его мнению, блогера на допросе мучили не совсем добросовестные сотрудники правоохранительных органов, что всячески применяли физическое насилие для того, чтобы он раскололся.
27 декабря 2021 года на канале Юрия Хованского вышел видеоролик в его поддержку. В обращении принимали участие его бывшая девушка Мария Нелюбова, а также 22 блогера, среди которых был и Дмитрий Ларин.
15 ноября 2022 года на канале Ларина вышел дисс на Стаса Ай Как Просто.
8 марта 2023 года вышел трек под названием «Такси Комфорт».

### Кнопки YouTube
Ларин известен своим пренебрежительным отношением к кнопкам YouTube, присуждаемым за достижение определённого количества подписчиков на видеохостинге. В ходе интервью новостному изданию Life.ru блогер объяснил свою позицию:
Я считаю, что в погоне за регалиями, премиями и цифрами большинство деятелей YouTube теряет изначальную цель своего творчества, если таковая была.
Серебряную кнопку, награду за 100 000 подписчиков, Ларин прикрутил к смывному бачку своего унитаза.
Золотую же кнопку, за миллион подписчиков, Ларин выбросил в Москву-реку. При этом он запустил «Водолаз-challenge» (challenge — от англ. «вызов»), предложив любому желающему нырнуть за этой кнопкой и присвоить её себе. Люди, принявшие его вызов, действительно нашлись.

## Общественная деятельность
В декабре 2018 года был на встрече с рэперами в Госдуме, на которой обсуждалась отмена выступлений молодых музыкантов.

## Дискография

### Синглы
- «#коляхейтер» (2016)
- «#Ларинпротив» (2016)
- «#Ховангребень» (2017)
- «Текст песни» (2017)
- «30 лет» (2017)
- «Новый год» (2017)
- «СОБОЛЕВ DISS CHALENGE» (2018)
- «Апокалипсис сегодня» (2018)
- «Лютоволк» (2018)
- «Мало значишь» (2019)
- «В долгий путь» (1 раунд 17ib) (2019)
- «Ты особенный» (2020)
- «Девки» (2020)
- «Стас Ай Как Просто DISS» (2022)
- «Такси Комфорт» (2023)
- «Аты-Баты» (совместно с Пикули) (2023)

### Гостевое участие
- Моргенштерн — «Вечный сон» («Улыбнись, дурак!») (2019)
- Замай и Booker — «Крик» («Ne Andrey») (2020)
- CMH — «#нифёдовкрыса» (2021)

## Рэп-баттлы

### Онлайн-баттлы
17 Независимый баттл «Hip-Hop.ru»: В долгий путь (1 раунд, отборочный) — непроход

### Офлайн-баттлы

#### «Versus Battle»
| Соперник        | Дата выхода |
| --------------- | ----------- |
| Юрий Хованский  | 2016        |
| Эльдар Джарахов | 2017        |

#### «Youtube Battle»
| Соперник | Дата выхода |
| -------- | ----------- |
| Lee Kei  | 2017        |

## Факты
- Свой псевдоним Ларин выбрал в честь персонажа романа в стихах А. С. Пушкина «Евгений Онегин» — Дмитрия Ларина, отца Татьяны[41].
- Ларин играет на укулеле[42].
- В российском фильме-слэшере «Дизлайк» есть персонаж по имени Онегин, прообразом которого послужил Дмитрий Ларин[43]. Сам видеоблогер отозвался о киноленте очень негативно[44] и шутил про то, что может подать в суд на создателей фильма.